# Sumario Compendioso
El Sumario Compendioso fue el primer tratado de matemáticas publicado en el Nuevo Mundo. El libro fue publicado en Ciudad de México en 1556 por el clérigo Juan Diez.

## Disponibilidad
El libro ha sido digitalizado y está disponible en Internet.
Antes de la Era de la información el único cuatro copias supervivientes conocidas estuvieron preservadas en la Biblioteca Huntington, San Marino, CA, la Biblioteca británica, en Londres, la biblioteca de la Universidad Duke, y la de la Universidad de Salamanca en España.

## Extractos
En su libro The Math Book, Clifford A. Pickover ha proporcionado la siguiente información sobre el libro:

El "Sumario Compendioso", publicado en la Ciudad de México en 1556, es el primer trabajo sobre matemáticas impreso en las Américas. La publicación de "Sumario Compendioso" en el Nuevo Mundo precedió por muchas décadas a la emigración de los puritanos a América del Norte y al asentamiento en Jamestown, Virginia. El autor, el hermano Juan Diez, fue compañero de Hernán Cortés, el conquistador español, durante las conquistas de Cortés del Imperio azteca.